# Bertrand Tavernier
Bertrand Tavernier, född 25 april 1941 i Lyon, Frankrike, död 25 mars 2021 i Sainte-Maxime i Var, var en fransk filmregissör, manusförfattare, filmskådespelare, filmproducent, filmkritiker och författare. Han är bland annat känd för det Oscars-nominerade musikdramat Kring midnatt, fritt efter Francis Paudras bok Dance of the Infidels, som är en närgången skildring av jazzmusiker som Lester Young och Bud Powell i 1950-talets Paris – i filmen gestaltade av Dexter Gordon och Herbie Hancock. "Tavernier gjorde det mesta inom fransk film under ett halvt sekel. Framför allt höll han filmhistorien levande". Så skriver Dagens Nyheters filmredaktör Helena Lindblad i sitt minnesord

## Biografi
Bertrand Tavernier är son till författaren René Tavernier, mångårig ordförande för franska PEN-klubben. Utöver fadern, som under andra världskriget var aktiv i den franska motståndsrörelsen, har Bertrand Tavernier sagt sig vara inspirerad av filmskapare som John Ford, William Wellman, Jean Renoir, Jean Vigo och Jacques Becker.
Parallellt med studier i juridik inledde Tavernier sin filmkarriär i början av 1960-talet, bland annat i rollen som berättarröst i en kortfilm av Éric Rohmer, som pressattaché för en långfilm av Pierre Schoendoerffer och som regiassistent i långfilmer av Mario Caiano, Luigi Zampa och Umberto Lenzi. Han var också inblandad i filmer av barndomskamraten Volker Schlöndorff, Jean-Luc Godard och Jean-Pierre Melville.

### Egna filmer
Det stora genombrottet kom redan med den första egna långfilmen, Urmakaren i Saint-Paul (1973), som bland annat belönades med det franska Louis Delluc-priset och en silverbjörn vid filmfestivalen i Berlin. Därefter har hans filmer nominerats till närmare hundratalet internationella filmpriser, av vilka han (hittills) vunnit 47 stycken. 
Trots liknande bakgrund som filmkritiker och beundrare av amerikansk film brukar Tavernier inte räknas till den franska nya vågens filmare. En bidragande orsak var att Tavernier – till skillnad från de mer "opolitiska" Cahiers du Cinéma-medarbetarna François Truffaut, Jean-Luc Godard, Claude Chabrol, Jacques Rivette och Éric Rohmer – skrev för den konkurrerande, mer vänsterradikala filmtidningen Positif.
I den andan har Tavernier gjort flera politiska/samhällskritiska filmer, som L.627 – gatans lag (1992) och Allt börjar idag (1999), men också mer poetiska verk – En veckas semester (1980), En söndag på landet (1984), Kring midnatt (1986) – och kriminaldramer som Lockbetet (1995) och In the Electric Mist (2009). Han har också gjort flera historiska dramer, bland andra Laissez-passer, om den franska filmindustrin under den tyska ockupationen i början av 1940-talet.
| ” | When I do a film, I like to not only be involved with the emotion, but also the context around the character. I want to show the environment and I want, sometimes, to deal with social and political issues because they are organic to the jobs of people. | „ |

### Återkommande samarbeten
Några skådespelare som ofta medverkat i Taverniers filmer är Philippe Noiret, Jean-Marie Marielle, Isabelle Huppert och Philippe Torreton.

### Familj
Åren 1965–1980 var Bertrand Tavernier gift med manusförfattaren Claudin "Colo" O'Hagan med vilken han har barnen Nils Tavernier (skådespelare och regissör) och Tiffany Tavernier (författare och regissör).

## Filmografi (urval)
- Urmakaren i Saint-Paul 1973
- Festen kan börja 1974
- En veckas semester 1980
- Coup de torchon (1982)
- En söndag på landet (1984)
- Kring midnatt (1986)
- Daddy nostalgi (1990)
- Lockbetet (1995)
- Allt börjar idag (1999)
- Laissez-passer (2002)
- The Minister (2013)

## Utmärkelser (urval)
- 1973 –  Frankrike – Louis Delluc-priset för bästa inhemska film: Urmakaren i Saint-Paul
- 1984 –  USA – National Board of Review Award för bästa utländska film: En söndag på landet
- 1986 –  Danmark – Bodilpriset för Kring midnatt